# Баслаки (Бежаницкий район)
Баслаки — деревня на юго-западе Бежаницкого района Псковской области. Входит в состав сельского поселения Кудеверская волость.
Расположена на Бежаницкой возвышенности, у озера Островня, на берегу реки Алоль, в 5 км к северу от волостного центра Кудеверь и в 46 км к юго-западу от райцентра Бежаницы.
Численность населения деревни по состоянию на 2000 год составляла 10 жителей.